# QUIET
QUIET — астрономічний експеримент для вивчення поляризації реліктового випромінювання, який проводив спостереження з кінця 2008 року до грудня 2010 року. QUIET означає Q/U Imaging Experiment (експеримент фотографування Q/U). Q/U у назві означає здатність телескопа вимірювати параметри Стокса Q та U одночасно. QUIET був розташований на висоті 5080 метрів в обсерваторії плато Чахнантор в чилійських Андах.
QUIET був результатом міжнародної співпраці, яка брала свій початок з проєкту CAPMAP, Cosmic Background Imager і QUaD. Консорціум складався з 7 груп у США (Каліфорнійський технологічний інститут, Чиказький університет, Колумбійський університет, Лабораторія реактивного руху, Університет Маямі, Принстонський університет і Стенфордський університет), 4 груп в Європі (Манчестерський університет, Інститут радіоастрономії Макса Планка, Університет Осло та Оксфордський університет) і однієї групи в Японії (KEK). Також консорціум включав представників Університету Каліфорнії в Берклі, Центру космічних польотів Ґоддарда та Гарвард-Смітсонівського астрофізичного центру.

## Інструмент
QUIET мав масиви детекторів на двох частотах: 43 ГГц (Q-діапазон) і 95 ГГц (W-діапазон). Він використовував чотири телескопи, три з яких були 2-метровими, спеціально виготовленими для цього експерименту, а четвертим був 7-метровий телескоп, який до цього використовувався у проєкті CAPMAP. У результаті експеримент мав кутову роздільну здатність від кількох кутових хвилин до кількох градусів. Детекторами були когерентні кореляційні поляриметри масового виробництва.
Прилад розташований на висоті 5080 м в обсерваторії плато Чахнантор в чилійських Андах. Ділянка належить чилійському уряду та надається в оренду Atacama Large Millimeter Array. Місце було обрано через висоту над рівнем моря, наявну інфраструктуру та доступність, а також низьку вологість місця, що зменшує забруднення сигналів атмосферою.

## Наукові задачі
QUIET виміряв поляризацію реліктового випромінювання. Цю поляризацію зазвичай поділяють на два компоненти: E-моди, які представляють градієнтний компонент, і B-моди, які дають соленоїдальний компонент. Вважається, що B-моди утворюються як з початкових флуктуацій через космічну інфляцію, так і з гравітаційного лінзування реліктового випромінювання. Станом на 2008 рік були виявлені лише E-моди. QUIET мав на меті вперше виявити та охарактеризувати поляризаційну B-моду, а також забезпечити точніші вимірювання E-моду.
B-моди вважаються набагато слабшими, ніж E-моди, оскільки вони утворюються ефектами вищого порядку. Співвідношення поляризаційних E-мод до B-мод наразі невідоме, і мінімальне значення, яке прилад міг би виявити, використовується як міра чутливості приладу реліктового випромінювання. Для QUIET це значення становить r=0,009, що відповідає енергетичному масштабу космічної інфляції близько {\displaystyle 10^{16}} ГеВ.
Вимірювання спектра потужності реліктового випромінювання QUIET було розроблено таким чином, щоб реєструвати мультиполі приблизно від 40 до 2500. Вимірювання проводились на ділянці неба, яка має низьке забруднення фоновими астрофізичними джерелами.

## Історія спостережень
За планом, інструмент мав створюватись в три етапи. Перший етап складалася зі створення 7-елементної решітки на 95 ГГц для демонстрації технології. Другий етап був спрямований на встановлення 91-елементної решітки на 95 ГГц (зі смугою пропускання 18 ГГц) і 19-елементної решітки на 43 ГГц (зі смугою пропускання 8 ГГц) на 1,4-метрових кассегренівських телескопах, фіксованих на тому монтуванні, яке зараз використовує Cosmic Background Imager. Спостереження другого етапу мали розпочатись в 2008 році. Нарешті, на третьому етапі (приблизно до 2010 року) планувалось побудувати ще чотири решітки: дві на 43 ГГц, по 91 елементу кожна, а дві інші на 95 ГГц, по 397 елементів кожна. Потім вони мали бути встановлені на трьох 2-метрових антенах на платформі Cosmic Background Imager і на 7-метровій антені.
Спостереження проводилися з жовтня 2008 року по травень 2009 року з використанням 19-елементного приладу на 40  ГГц, встановленого на 1,4-метровому телескопі на плато Чахнантор. Спостереження з 91-елементним приладом на 90 ГГц на тому ж телескопі було завершено в грудні 2010 року. Після цього прилад QUIET був демонтований зі старого кріплення Cosmic Background Imager.

## Результати
За перший сезон вдалося отримати понад 10 000 годин спостережень і виміряти спектри потужності на 43 ГГц в діапазоні мультиполів ℓ = 25–475. Результат для E-моди узгоджувався зі стандартною космологічною моделлю. Спектр B-моди виявити не вдалося. Спостереження другого сезону включали дані для 95 ГГц.